# Eupithecia perlinearia
Eupithecia perlinearia är en fjärilsart som beskrevs av Franz Dannehl 1933. Eupithecia perlinearia ingår i släktet Eupithecia och familjen mätare. Inga underarter finns listade i Catalogue of Life.